# 日本與歐盟經濟夥伴關係協定
日本与欧洲经济伙伴关系协定（英語：Japan-EU Economic Partnership Agreement），或稱日歐經濟合作協定，是日本與歐盟的自由貿易協定，協定影響全球6億人口，佔全球經濟的國民生產毛額30%。2018年7月17日，歐盟執委會主席容克偕同歐洲理事會主席圖斯克與日本首相安倍晉三在日本東京簽署該協定。2019年2月1日，該協定正式生效，成為當時世界上最大的貿易區。

## 歷史
欧盟是日本的第三大贸易合作伙伴。欧盟在亞洲的第二大貿易夥伴是日本（第一大貿易夥伴為中國），歐盟企業每年出口到日本貿易量為580億歐元，約2兆新台幣，其中78%是中小企業；日本每年出口到歐盟貿易量為280億歐元，約新台幣1兆元；協議全面實施後日本將取消97%、價值約10億歐元的歐盟進口貨物關稅，
- 2011年5月，日本與歐盟開始準備經濟夥伴協定。[7]
- 2012年11月，歐盟理事會同意與日本展開談判。[7]
- 2013年4月，日欧经济伙伴关系协定（EPA）正式启动首次談判。[7]
- 2017年，目前双方的矛盾焦点在于，欧洲要求开放日本农产品市场，而日本则希望欧洲降低汽车关税。这一次在会议结束前日本方面就放出消息，将下调对欧进口猪肉的关税，无疑是希望加快谈判进程，释放善意。同时日本希望在英国完成脱欧程序前，正式签订与欧洲的经济伙伴关系协定，以免欧洲政治安全局势动荡带来影响。目前日本市场上的猪肉有5成来自进口。其中欧洲产猪肉占到整体的17%。
- 2017年7月6日，歐盟發佈與日本談判後的經濟夥伴關係協定內容。[7]
- 2017年12月8日，歐盟貿易官員Cecilia Malmström與日本外務省宣布討論達成最後協議。[8]
- 2018年7月17日，歐盟官員執委會主席容克（Jean-Claude Juncker）與理事會主席圖斯克（Donald Tusk）飛抵日本與日本首相安倍晉三簽訂經濟夥伴協定，仍待日本國會與歐盟議會通過後，才會正式實施。[1][4]
- 2018年12月8日，日本參院在全體會議上批准了與歐盟的經濟夥伴關係協定（EPA），日方完成國會程序。
- 2018年12月12日，歐洲議會表決通過名為“經濟夥伴關係協定”的歐盟與日本貿易協定。
- 2019年2月1日，日歐經濟合作協定正式生效，成为当时世界上最大的贸易区。